# Erik Wahlstedt
Erik Wahlstedt est un footballeur suédois né le 16 avril 1976 à Göteborg. Il évolue au poste de défenseur.
Il a participé à l'Euro 2004 avec l'équipe de Suède.

## Palmarès
IFK Göteborg
- Champion de Suède (3) : 1994, 1995, 1996

 Helsingborgs IF
- Champion de Suède (2) : 1999, 2011
- Vainqueur de la Coupe de Suède (3) : 1998, 2006, 2010
- Vainqueur de la Supercoupe de Suède (1) : 2011